# Alain Digbeu
Alain Digbeu, (Mâcon, França, 13 de novembre de 1975), és un exjugador de bàsquet francès. Amb 1.98 d'alçada, ocupava la posició d'aler.
Va començar a jugar a les categories inferiors de l'ASVEL Villeurbanne del seu país, equip amb el qual va debutar com a professional, on hi va guanyar dues copes de França. L'any 1999 el va fitxar el Barça. Hi va jugar durant tres temporades, assolint un campionat de lliga, un subcampionat i una copa del Rei. El 2002 va marxar al Reial Madrid, on s'hi va estar un any, i en la temporada 2003-04 fitxa pel Joventut de Badalona, on també va jugar un any. La temporada següent comença jugant amb el Casti Group Varese de la lliga italiana, tot i que en el mes de maig torna a la lliga ACB per jugar en l'Etosa Alicante. El mes de desembre de 2006 se'n torna a Itàlia. Es va retirar l'any 2011 a les files de l'Estrasburg del seu país.